# Marius Onofraș
Marius Daniel Onofraș (* 17. August 1980 in Iași) ist ein ehemaliger rumänischer Fußballspieler. Der Stürmer bestritt insgesamt 292 Spiele in der rumänischen Liga 1. Im Jahr 2009 gewann er mit Unirea Urziceni die rumänische Meisterschaft.

## Karriere
Die Karriere von Marius Onofraș begann im Jahr 1998 bei Politehnica Iași in seiner Heimatstadt in der Divizia B. In der Saison 1999/2000 wurde er zum Stammspieler. Im Jahr 2000 verpflichtete ihn der Erstligist FC Brașov. Nach Anlaufschwierigkeiten in der Spielzeit 2000/01 wurde er in der Saison 2001/02 zum Stammspieler, tat sich aber nicht als Torjäger hervor. In der folgenden Spielzeit verpasste er mit seinem Verein als Viertplatzierter die Qualifikation zum UEFA-Pokal.
Nach vier Jahren verließ Onofraș im Jahr 2004 Brașov und kehrte zu seinem Heimatverein Politehnica Iași zurück, der gerade in die Divizia A aufgestiegen war. Mit seiner neuen Mannschaft konnte er sich zweimal im Mittelfeld der Liga platzieren, ehe er in der Winterpause der Saison 2006/07 zum Ligakonkurrenten Unirea Urziceni wechselte. Auch hier wurde er auf Anhieb zum Stammspieler. Nach einem fünften Platz am Ende der folgenden Spielzeit und der damit verbundenen Qualifikation zum UEFA-Pokal gewann er mit der Meisterschaft 2009 seinen ersten Titel, wobei er mit acht Treffern seine beste Torquote erzielen konnte. In der Saison 2009/10 trat der Verein in der Gruppenphase der Champions League an und konnte gegen den VfB Stuttgart, FC Sevilla und die Glasgow Rangers als Dritter in die Europa League einziehen. In der heimischen Liga sicherte er seinem Team mit acht Toren die Vizemeisterschaft hinter CFR Cluj, in der Qualifikation zur Champions League schied der Klub hingegen aus.
Im September 2010 wechselte Onofraș zum rumänischen Rekordmeister Steaua Bukarest, kam in der Hinrunde 2010/11 aber nur auf einen Einsatz. Am Saisonende gewann er den rumänischen Pokal. Im Sommer 2011 verließ der den Verein bereits wieder und schloss sich dem aserbaidschanischen Verein FK Xəzər Lənkəran. Schon im August 2011 kehrte er zum Zweitligisten CSMS Iași nach Rumänien zurück. Mit seinem neuen Klub stieg er am Ende der Spielzeit 2011/12 in die Liga 1 auf. Nach dem sofortigen Abstieg am Ende der Saison 2012/13 blieb er dem Klub erhalten und nahm eine Liga tiefer den Wiederaufstieg in Angriff. Dieser gelang umgehend in der Spielzeit 2013/14. Anschließend wurde jedoch sein Vertrag nicht verlängert. Im August 2014 nahm ihn Zweitligist CF Brăila unter Vertrag. Dort beendete er im Sommer 2016 seine Laufbahn.

## Erfolge
- Rumänischer Meister: 2009
- Rumänischer Vizemeister: 2010
- Rumänischer Pokalsieger: 2011